# Fontanário em Vila Nogueira de Azeitão

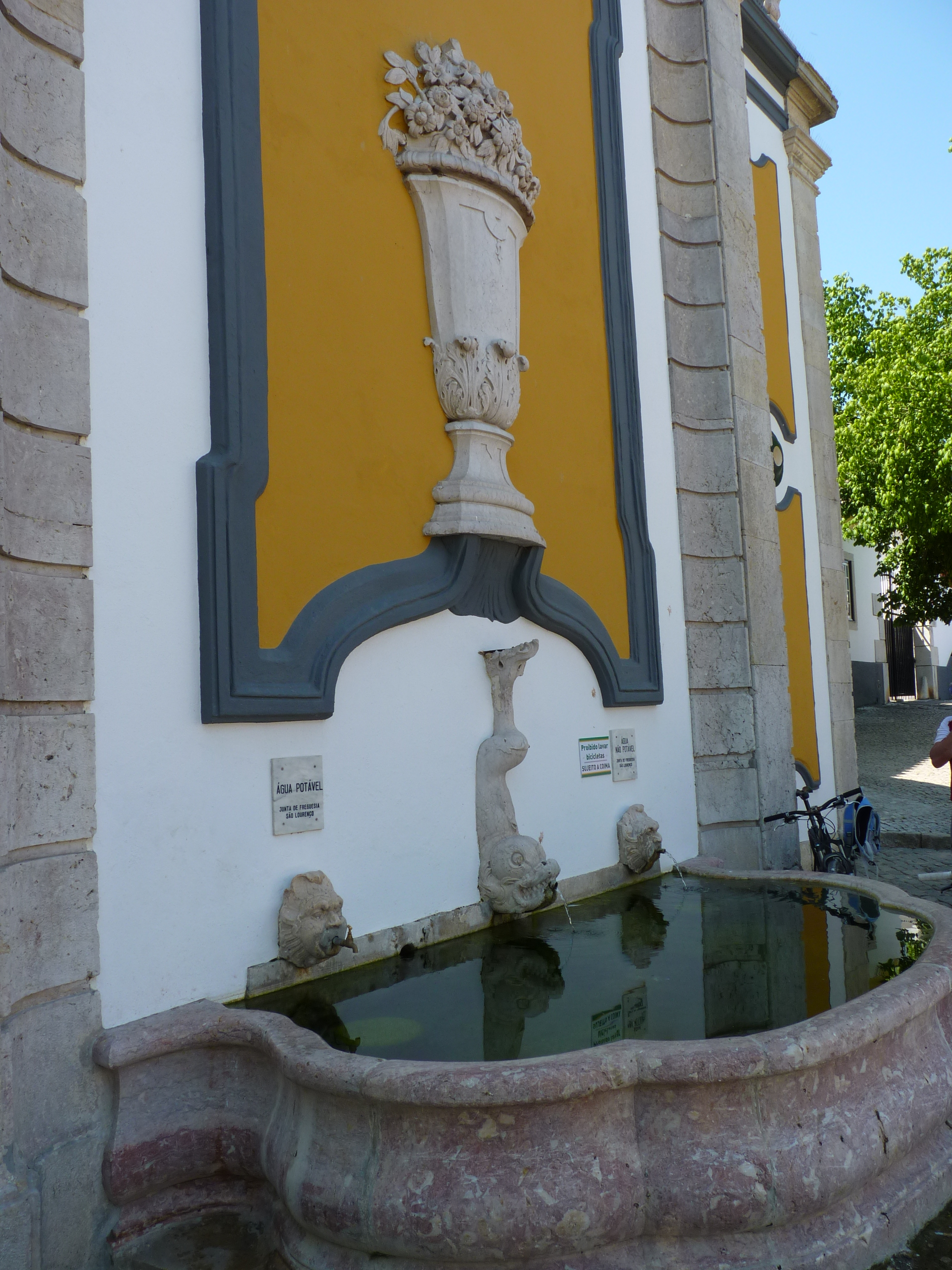
Chafariz dos Pasmados.

Fontanário em Vila Nogueira de Azeitão ou Chafariz dos Pasmados é um fontanário em Azeitão, no município de Setúbal, em Portugal.
Foi projectado seguindo regras de um barroco tardio, entre os anos de 1764 e 1777. Diz uma lenda que quem beber desta água ficará ligado a Azeitão para sempre.
O Fontanário em Vila Nogueira de Azeitão está classificado como Imóvel de Interesse Municipal desde 1977.